# 15566 Елізабетбейкер
15566 Елізабетбейкер (15566 Elizabethbaker) — астероїд головного поясу, відкритий 5 квітня 2000 року.
Тіссеранів параметр щодо Юпітера — 3,604.